# ゲット・ヤー・ヤ・ヤズ・アウト
『ゲット・ヤー・ヤ・ヤズ・アウト』(Get Yer Ya-Ya's Out!' The Rolling Stones in Concert) は、1970年にリリースされたローリング・ストーンズのライブ・アルバム。アメリカでリリースされた『ガット・ライヴ・イフ・ユー・ウォント・イット!』を除けば、公式に発表された初のライブ・アルバムである。

## 解説
1967年4月以来バンドは公演旅行を停止していたが、1969年にはツアーの再開を望んでいた。『ベガーズ・バンケット』『レット・イット・ブリード』の二作は高く評価され、聴衆はライヴ再開を期待していた。北米ツアーは1969年11月7日のコロラド州フォート・コリンズ公演から開始され、B・B・キング、アイク&ティナ・ターナーがサポートを務めた。また、ブライアン・ジョーンズに代わって加入したミック・テイラーの参加した初めてのツアーでもあった。
本作にはニューヨークのマディソン・スクエア・ガーデンでの11月27日、28日の公演が収録された。両日とも二公演が行われ、この四公演は録音ともに撮影された。『ガット・ライヴ・イフ・ユー・ウォント・イット!』同様に本作もピアノやギター・ソロ、ヴォーカルで差し替えやオーバーダビングが行われた。そのオーバーダビングセッションの模様の一部は映画『ギミー・シェルター』で公開されている。また、アルバムタイトル『ゲット・ヤー・ヤ・ヤズ・アウト』はブラインド・ボーイ・フラーの曲、"Get Yer Yas Yas Out" から取られた物だとされる。冒頭に司会者のMCが収録されてもいる。
本作はブートレグ対策として発売されたといわれる。1969年に公演の模様を収録したブートレグ・アルバムが評判を呼ぶという事態を重く見たバンドとレコード会社が発売を決断したためとされる。また、本作は当初、サポートアクトのB・B・キングやアイク&ティナ・ターナーの演奏を含めた複数枚組のアルバムとしてリリースしたいというバンド側の意向があったが、当初は諸般の事情から実現せず、それ以来ずっと1枚もののアルバムとしてリリースされ続けてきたが、2009年のデラックス・エディション化により、B・B・キングやアイク&ティナ・ターナーの演奏も収録されることになった（後述）。
ジャケットのデザインはジョン・コッシュ(John Kosh)とスティーヴ・トーマス・アソシエイツが手がけた。
なお、イギリスでは前作の『レット・イット・ブリード』まで、ステレオ盤とモノラル盤が併売されていたが、このアルバムからステレオ盤のみの販売となった。そのため本作のモノラル盤は販売されていない。
本作はデッカ/ロンドンからリリースされた最後のオリジナル・アルバムとなり、次作から自らのローリング・ストーンズ・レコードへ移籍することとなる。
2002年8月に本作はアブコ・レコードよりリマスターされた上で、SACDとのハイブリッドCDとしてデジパック仕様で再発された。
「ローリング・ストーン誌が選んだオールタイム・グレイテスト・ライヴ・アルバム50」において、17位にランクイン。

## 収録曲
特筆無い限りジャガー/リチャード作詞・作曲。

### SIDE A
1. ジャンピン・ジャック・フラッシュ - Jumpin' Jack Flash - 4:02
2. かわいいキャロル - Carol (Chuck Berry) - 3:47
3. ストレイ・キャット・ブルース - Stray Cat Blues - 3:41
4. むなしき愛 - Love In Vain (Robert Johnson) - 4:57
5. ミッドナイト・ランブラー - Midnight Rambler - 9:05

### SIDE B
1. 悪魔を憐れむ歌 - Sympathy For The Devil - 6:52
2. リヴ・ウィズ・ミー - Live With Me - 3:03
3. リトル・クイニー - Little Queenie (Chuck Berry) - 4:33
4. ホンキー・トンク・ウィメン - Honky Tonk Women - 3:35
5. ストリート・ファイティング・マン - Street Fighting Man - 4:03

## 40周年記念デラックス・エディション
2009年12月には、ユニバーサルから40周年記念デラックス・エディションとして、米国編集56ページのブックレット、1969年のツアー・ポスター（デヴィッド・バードによるデザイン）をミニチュア化したカード、未発表ライブ・テイク5曲と、前座を務めたB・B・キング、アイク&ティナ・ターナーの演奏も収めた3枚組CD（日本盤のみSHM-CD）＋DVD(ストーンズの未発表ライブ映像などを収録したもの)、さらに初回生産分には英初回盤LPを再現した紙ジャケット付というボックス・セットがリリースされた。これによって「共演アーティストの演奏と共にリリースする」という当初のアイディアが実現した。

### Disc 1
オリジナル・リリース

### Disc 2
特筆無い限りジャガー/リチャード作詞・作曲。
1. 放蕩むすこ - Prodigal Son (Robert Wilkins) 4:04
2. ユー・ガッタ・ムーヴ - You Gotta Move (Fred McDowell/Rev. Gary Davis) 2:18
3. アンダー・マイ・サム - Under My Thumb 3:38
4. アイム・フリー - I'm Free 2:47
5. サティスファクション - (I Can't Get No) Satisfaction 5:38

### Disc 3
1〜5がB.B.キングによる演奏、6〜12がアイク&ティナ・ターナーによる演奏。
1. エヴリデイ・アイ・ハヴ・ザ・ブルース - Every Day I Have The Blues (Peter Chatman) 2:27
2. ハウ・ブルー・キャン・ユー・ゲット - How Blues Can You Get (Jane Feather) 5:30
3. ザッツ・ロング・リトル・ママ - That's Wrong Little Mama (B.B.King) 4:11
4. ホワイ・アイ・シング・ザ・ブルース - Why I Sing The Blues (B.B.King ; Dave Clark) 5:16
5. プリーズ・アクセプト・マイ・ラヴ - Please Accept My Love (B.B.King ; S.Ling) 4:52
6. ギミー・サム・ラヴィン - Gimme Some Loving (Spencer Davis ; Muff Winwood ; Lawrence Winwood) 0:49
7. スウィート・ソウル・ミュージック - Sweet Soul Music (Sam Cooke ; Otis Redding ; Arthur Conley) 1:16
8. サン・オブ・ア・プリーチャー・マン - Son of a Preacher Man (Ronnie Wilkins ; John Hurley) 2:49
9. プラウド・メアリー - Proud Mary (John Fogerty) 3:07
10. 恋をしすぎた - I've Been Loving You Too Long (Jerry Butler ; Otis Redding) 5:40
11. カム・トゥゲザー - Come Together (Lennon-McCartney) 3:36
12. ダンス天国 - Land of a Thousand Dances (Chris Kenner) 2:36

### ボーナスDVD
1. イントロダクション
2. 放蕩むすこ - Prodigal Son (Robert Wilkins)　ライブ映像
3. ユー・ガッタ・ムーヴ - You Gotta Move (Fred McDowell/Rev. Gary Davis)　ライブ映像
4. 写真撮影
5. スタジオでのキース
6. アンダー・マイ・サム - Under My Thumb (Jagger/Richards)　ライブ映像
7. サティスファクション - (I Can't Get No) Satisfaction (Jagger/Richards)　ライブ映像
8. クレジット